# Hesperophanes
Hesperophanes is een kevergeslacht uit de familie van de boktorren (Cerambycidae). De wetenschappelijke naam van het geslacht werd voor het eerst geldig gepubliceerd in 1835 door Dejean.

## Soorten
Hesperophanes omvat de volgende soorten:
- Hesperophanes andresi Sama & Rapuzzi, 2006
- Hesperophanes erosus Gahan, 1894
- Hesperophanes heydeni Baeckmann, 1923
- Hesperophanes pilosus Bodungen, 1908
- Hesperophanes pubescens (Haldeman, 1847)
- Hesperophanes sericeus (Fabricius, 1787)
- Hesperophanes zerbibi Lepesme & Breuning, 1955